# A2高速公路 (瑞士)

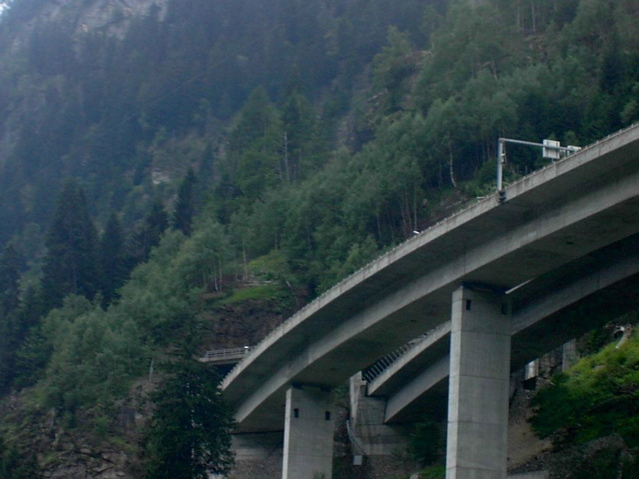
A2高速公路于提契諾州的路段，道路由高架桥组成

A2高速公路（德語：Autobahn 2），又稱哥達公路，是瑞士一條高速公路，西北起接壤德國邊境的巴塞爾（德國5號高速公路），斜貫全境，經過琉森、盧加諾等主要城市，南至基亞索，經A9高速公路通入義大利。全長295公里。
公路1955年首段通車，但直到1986年才全線通車。是歐洲E25和E35公路的一部份。著名的聖哥達隧道位於這裡，使公路成為歐洲南北交通要道。